# Florence and the Machine
Florence and the Machine (nebo též Florence + the Machine) je britská indierocková kapela zformovaná roku 2007 v Londýně, skládající se z hlavní zpěvačky Florence Welch, Isabelly Summers ve spojení s dalšími hudebníky a umělci. Kapela obdržela řadu uznání napříč médii, především od BBC, která hrala významnou roli v jejím vzniku a vzestupu do popředí, když umožnila Florence and the Machine vystoupit v programu na podporu začínajících talentů. Po dvou neúspěšných pokusech vytvořit hudební skupinu začala Florence Welch kolem roku 2006 spolupracovat s kvartetem umělců a dali si svůj doposud používaný název. Na Brit Awards 2009 obdrželi Brit Award v kategorii ceny kritiků ("Critics Choice"). Skupina je proslulá svou dramatickou a ekcentrickou produkcí, ale také pro Welchininy pěvecké výkony.
Kapela debutovala studiovým albem Lungs, které vyšlo 6. července 2009, a drželo se celých pět týdnů na druhém místě UK Albums Chart. V lednu 2010 se album dostalo na nejvyšší pozici, poté, co se drželo více než 28 týdnů v grafech prodejnosti. Od října 2010 se pak dostalo do top 40 úspěšných hudebních alb, protože se drželo v žebříčcích hitparád celý šedesát pět po sobě jdoucích týdnů, čímž se stalo jedním z nejprodávanějších alb ve Spojeném království za rok 2009-2010. Druhé studiové album Ceremonials bylo uvedeno v říjnu 2011 a dostalo se na první příčku ve Velké Británii a na šestou v USA. Třetí album How Big, How Blue, How Beautiful uvedené 2. června 2015 se stali číslem jedna v britských hudebních příčkách a jako taktéž jako číslo jedna v US Billboard 200, kde byli vůbec první, kdo to takto udělal. Album se tak dostalo na první příčky v celkem osmi zemích a v dalších dvaceti do první desítky. V roce 2015 se kapela také stala hlavní hvězdou festivalu v Glastobury a Florence Welch první Britkou v headlinu festivalu v tomto století.
Florence and the Machine bývá často po zvukové stránce popisována jako kombinace několika různých žánrů, mezi něž patří rock a soul. Lungs se umístilo v kategorii Nejlepší britské album roku 2010 v Brit Awards. Florence and the Machine byli celkem osmkrát nominování na Cenny Grammy mj. v kategoriích Nejlepší nový umělec a nejlepší Pop Vokálové Album. Dále kapela vystupovala v roce 2010 na MTV Video Music Awards a Koncertu Nobelovy ceny míru.
V roce 2016 nazpívala titulní píseň k filmu Sirotčinec slečny Peregrinové pro podivné děti.

## Diskografie

### Studiová alba
- 2009 – Lungs
- 2011 – Ceremonials
- 2015 – How Big How Blue How Beautiful
- 2018 – High as Hope
- 2022 – Dance Fever